# Ave Gratia Plena (Nápoly)
Az Ave Gratia Plena egy nápolyi templom, Barra városrészben, a Corso Sirena 272. alatt.

## Története
A templom a 17. században épült, a márványpadlón található egyik bejegyzés szerint valószínűleg 1616-ban. 1777-ben az Ave Gratia Plena Kongregáció birtokába került (innen származik megnevezése is). Utoljára 1953-ban Angelo Cerbone vezetésével restaurálták. Napjainkban használaton kívül van, leromlott állapota miatt.

## Leírása
A templom legművészibb része a 17. század közepén, barokk stílusban épült oratórium. Az egyetlen hajójához oldalkápolnák csatlakoznak. Az első bal oldali kápolnájában látható Francesco Solimena 1697-es festménye: Szent Mária és a purgatórium lelkei. A templom mennyezetét Pasquale Graziano 1953-ban elkészült freskója díszíti, mivel az eredeti az évszázadok során elpusztult. 